# Crappit heid
Crappit heid (inglés: ‘cabeza cocida’) es un plato típico de la cocina escocesa, que suele tomarse como un plato principal, y puede considerarse como una variación de los tradicionales haggis y black puddings (morcillas).

## Historia
Sus origines pueden ser descritos en las comunicades de pescadores en el Norte y Noroeste de Escocia a lo largo del siglo XVII. En una época en la que era más costosa la carne que el pescado, tal y como el bacalao o el abadejo eran más populares en los mercados, y más populares para ser incluidos e los potes del pueblo. El cappit heid fue por aquel entonces la comida favorita de la gente y de las comunidades que solían cocinar con sebo, cebollas, pimienta blanca e hígado del pescado. Lo más probable es que fuera todo ello cocinado con agua marina. 
- Datos: Q5182294